# Triceratops horridus
Triceratops horridus  es una especie y tipo género Triceratops , dinosaurios ceratopsianos ceratópsidos, que vivió a finales del período Cretácico, hace aproximadamente entre 68 a 66 millones de años, durante el Maastrichtiense, en lo que hoy es Norteamérica. El holotipo de Triceratops YPM 1820 fue obtenido en 1888 por John Bell Hatcher en la Formación Lance de Wyoming, fue inicialmente descrito como otra especie de Ceratops. Cuando durante la preparación posterior descubrió el tercer cuerno de la nariz, Marsh cambió de opinión y le dio a la pieza el nombre genérico Triceratops, literalmente , "cara de tres cuernos". Con el tiempo gran cantidad de especis alguna vez nombrada fue incluida en T. horridus. Triceratops albertensis basada en un cráneo catalogado como  NMC 8862, proveniente del Río Red Deer de la Fomación Scollard del Maastrichtiense de Canadá. Marsh en 1898 nombró Triceratops calicornis, su espécimen tipo es USNM 4928, hallado al este de Lance Creek, en la Formación Lance de Wyoming. Triceratops obtusus fue nombrado por Marsh en 1898 basado YPM, un cráneo, encontrado Buck Creek, en la Formación Lance de Wyoming. Marsh en 1889 nombró Triceratops flabellatus basado en YPM 1821, un cráneo,encontrado Buck Creek y Lance Creek en la Formación Lance de Wyoming. Triceratops serratus fue nombrado por Marsh en 1890 basado en YPM 1823 hallado en Middle Fork, Dry Creek en la Formación Laramie de Wyoming. Marsh en 1891 nombró Triceratops elatus, su espécimen tipo es YPM 1201, un cráneo, encontrado en Lance Creek, cerca de la desembocadura de Lightning Creek, en la Formación Laramie de Wyoming. Triceratops brevicornus fue nombrado por Hatcher y Lull en 1905, su espécimen tipo es YPM 1834, un cráneo, encontrado en Lance Creek, 2,4 kilómetros al sur de Lightning Creek, en la Formación Lance de Wyoming. Diceratops hatcheri fue nombrado por Lull en 1905 basado en USNM 2412, un cráneo encontrado a 4,5 kilómetros al suroeste de Lightning Creek, que se encuentra en la Formación Laramie de Wyoming. Es la especie tipo de Diceratops, Diceratus, Nedoceratops . Triceratops eurycephalus fue nombrado por Schlaikjer en 1935, su espécimen tipo es MCZ 1102, un esqueleto parcial, y su localidad tipo está a 2,4 kilómetros  arriba de Horse Creek,en la Formación Lance de Wyoming. T. horridus se diferencia con la otra especie válida Triceratops prorsus por tener un hocico menos profundo. Scannella y Fowler en 2009 también apoyaron la separación de T. prorsus y T. horridus, y notaron que las dos especies estaban separadas estratigráficamente dentro de la Formación Hell Creek, indicando que nunca vivieron juntas al mismo tiempo.